# 마우저 스탠다르트모델
마우저 스탠다르트모델(독일어: Mauser Standardmodell) 또는 단순히 스탠다르트모델 소총(영어: Standardmodell rifle)은 7.92×57mm 마우저 탄약을 넣기 위해 개량된 볼트액션 소총이다. 1924년에 소총이 개발되었지만 1933년이 되어서야 양산에 들어갔기 때문에 마우저 1924형(독일어: Mauser Model 1924) 또는 마우저 1933형(독일어: Mauser Model 1933)이라는 이름으로도 알려졌다. 수출 및 안보용으로 제작되었기 때문에, 독일에서는 돌격대와 슈츠슈타펠에 보급되었고, 수출형 개량판은 중화민국과 남아메리카, 에티오피아 제국 등에서 일반적으로 많이 쓰였다. 마우저 스탠다르트모델의 기총형은 제2차 세계 대전 당시 나치 독일의 표준 소총이었던 Kar98k와 완전히 형태가 동일하며, 중화민국에서는 수출형 버전의 마우저 스탠다르트모델을 현지화하여 중정식 소총을 개발하기도 했다.

## 개발
마우저 스탠다르트모델은 게베르 98의 개량형으로, 게베르 98의 생산은 베르사유 조약을 어기는 것이었다. 마우저 스탠다르트모델은 카라비너 98AZ와 게베르 98의 특징을 합쳤는데, 카라비너 98AZ와 비슷한 수준의 탄창은 600mm 밖에 되지 않았다. 기계식 조준기는 새로운 것을 장착해 후방 시야를 100m에서 2,000m로 늘렸다. 후방 시야 요소는 표준 7.92×57mm 마우저 S 패트런 스피처탄 또는 더 무거운 S.S. 패트런 보트테일식 스피처탄 궤적과 일치하도록 수정될 수 있다.
마우저 스탠다르트 모델의 시제품은 1924년에 나왔다. 일자형 볼트 손잡이와 밑단 장착 멜빵을 사용하였다. 마우저 스탠다르트모델은 1933년부터 생산에 들어갔고, 이 때는 시제품과 달리 멜빵을  부착할 수 있는 'Kar98k' 타입의 탄창이 있고, 볼트가 아래로 내려간 상태다. 마우저 스탠다르트모델은 7×57mm 마우저, 7.65×53mm 마우저 그리고 7.92×57mm 마우저 탄약을 바탕으로 수출되었다. Kar98k와 형태가 동일한 기총형도 제작되었다.